# آرابیتول
آرابیتول (به انگلیسی: Arabitol) با فرمول شیمیایی C5H12O5 یک ترکیب شیمیایی با شناسه پاب‌کم 94154 است. که جرم مولی آن 152.14 g/mol می‌باشد. شکل ظاهری این ترکیب، بلورهای منشوری است.